# Канзас (Алабама)
Канзас (енгл. Kansas) град је у америчкој савезној држави Алабама. По попису становништва из 2010. у њему је живело 226 становника.

## Демографија
Према попису становништва из 2010. у граду је живело 226 становника, што је 34 (13,1%) становника мање него 2000. године.
| Група             | 2000.       | 2010.        |
| Белци             | 258 (99,2%) | 226 (100,0%) |
| Афроамериканци    | 0 (0,0%)    | 0 (0,0%)     |
| Азијати           | 1 (0,4%)    | 0 (0,0%)     |
| Хиспаноамериканци | 0 (0,0%)    | 0 (0,0%)     |
| Укупно            | 260         | 226          |